# الأجنحة الليبية
الأجنحة الليبية شركة طيران ليبية يقع مقرها الرئيسي في مطار معيتيقة الدولي بطرابلس، ليبيا. تحتل شركة الأجنحة الليبية المرتبة الأولى في ليبيا فيما يخص احترام مواعيد الرحلات الجوية بليبيا وذالك راجع لوجهاتها القليلة وأسطولها المتكون من 4 فقط. كما أنها شركة الطيران الوحيدة في ليبيا التي تتوفر على موقع إلكتروني وتوفر للمسافرين إمكانية الحجز عبره، بينما تعتبر المواقع الإلكترونية خارج الخدمة لدى شركات الطيران الليبية الأخرى.

## تاريخ
بدأت الشركة عملياتها في21 سبتمبر 2015 عبر رحلة من طرابلس إلى إسطنبول، وفي أكتوبر 2015 بدأت الشركة تُشغل رحلاتها نحو تونس

## الأسطول
يتكون أسطول الأجنحة الليبية من أربعة طائرات من طراز إيرباص إيه 100-319
| الطائرات           | العدد | الترقيم                     |
| ------------------ | ----- | --------------------------- |
| إيرباص إيه 100-319 | 4     | 5A-WLA 5A-WLB 5A-WLC 5A-WLD |

## الوجهات
| المطار | الوجهات (آخر تحديث 15 ديسمبر 2021) |
| ------ | ---------------------------------- |
| طرابلس | سبها - تونس - إسطنبول              |
| مصراتة | تونس - إسطنبول                     |